# Johann Georg Keyßler

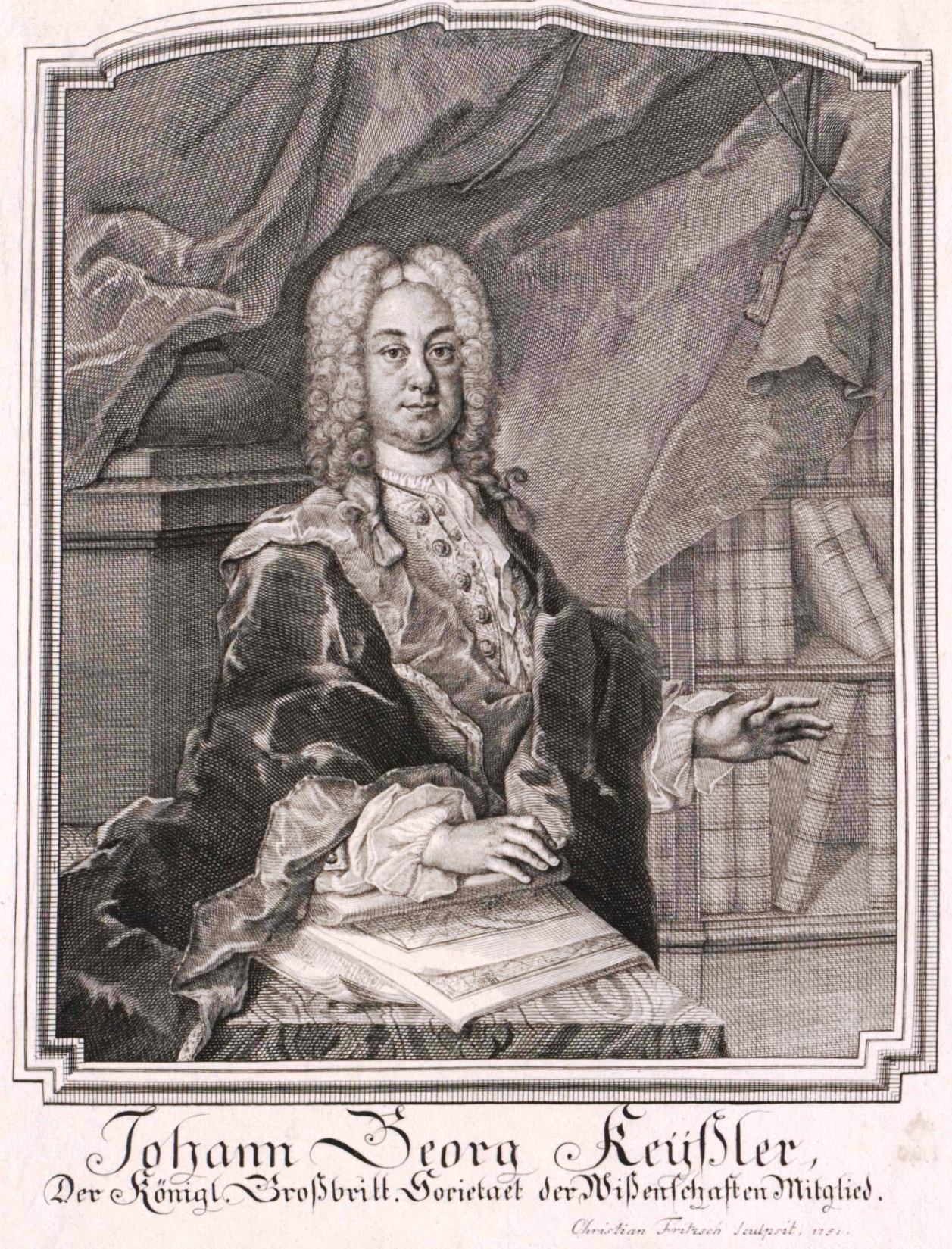
Johann Georg Keyßler, Stich von Christian Fritzsch (1751)

Johann Georg Keyßler (* 13. April 1693 in Thurnau; † 21./22. Juni 1743 auf Gut Stintenburg (heute Zarrentin am Schaalsee)) war ein deutscher Hauslehrer, Archäologe und Reiseschriftsteller. Der Polyhistor gilt als Nestor der deutschen Frühgeschichtsforschung.

## Leben und Wirken

Neueste Reise durch Teütschland, Böhmen, Ungarn, die Schweitz, Italien und Lothringen, 1740

Nach einem Studium in Halle war er Hofmeister im Dienst des Grafen Giech in Thurnau und ab 1716 beim Grafen Andreas Gottlieb von Bernstorff  in Gartow beschäftigt. Mit den Söhnen bzw. Enkeln der Grafen unternahm er zahlreiche Reisen in die Nachbarstaaten Deutschlands. Zu seinen Schülern zählten u. a. Johann Hartwig Ernst von Bernstorff und dessen Bruder Andreas Gottlieb der Jüngere. Keyßler bezog eine jährliche Leibrente, die es ihm ermöglichte, neben seiner hauptberuflichen Tätigkeit als Hofmeister privaten Forschungen und wissenschaftlicher Arbeit nachzugehen. Seine Reisebeschreibungen bieten heute eine authentische Quelle für geografische Besonderheiten wie Denkmale, Museen, kulturelle und naturgeschichtliche Sehenswürdigkeiten. Er ging aber auch auf die politischen und wirtschaftlichen Verhältnisse  ein, weshalb sie von der Zensur erheblich gekürzt wurden. Seine Beschreibungen sind in Briefform abgefasst.
Keyßler war seit 1719 Mitglied der Royal Society.

## Werke (Auswahl)
- Neueste Reisen durch Deutschland, Böhmen, Ungarn, die Schweiz, Italien und Lothringen. Hannover 1740/41, 2200 Seiten. (Digitalisat)